# Adagio (acrobacia)

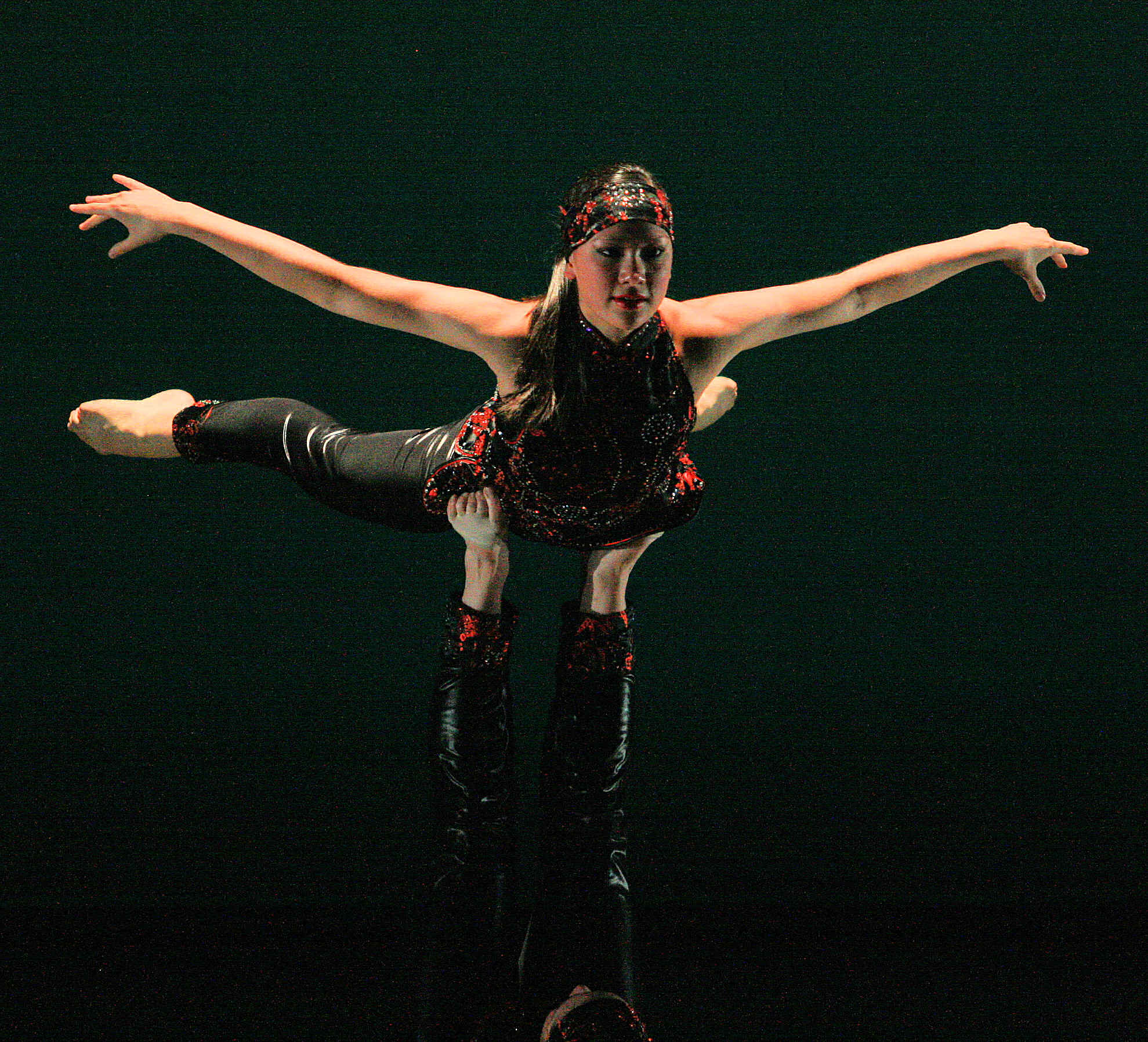
Cisne Adagio, interpretado por un dúo de acro dance

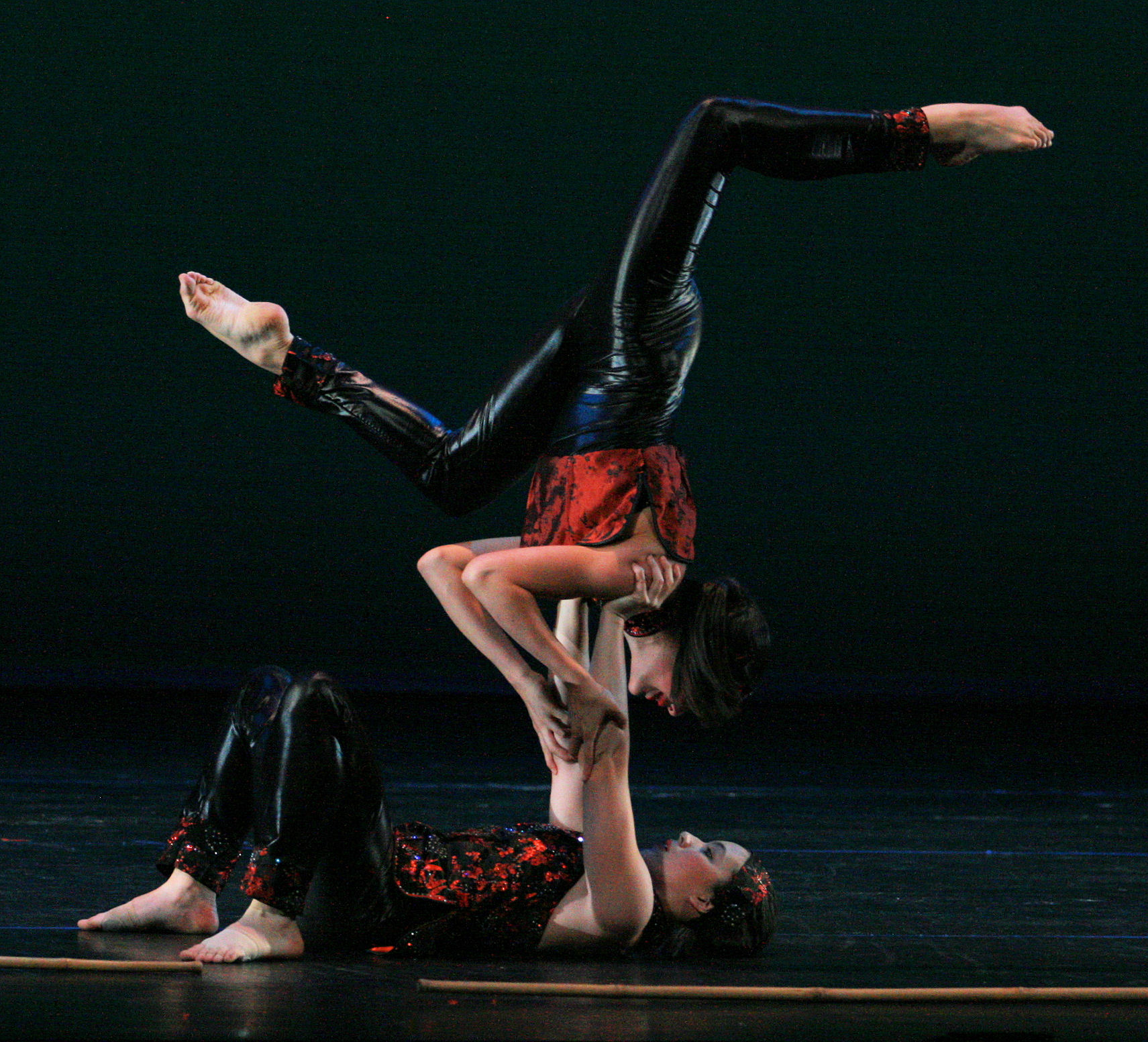
Ciervo Adagio, soporte de hombros.

Adagio es el desempeño de poses de portes acrobáticos y otros movimientos asociados que involucran equilibrios estacionarios por una pareja de artistas. Se realiza en el circo profesional, en diversas disciplinas de danza, incluyendo la danza acrobática y el ballet, en el patinaje en pareja y como pasatiempo en grupos universitarios de circo.
Un par de adagio consiste en una persona que actúa como ágil y otra como portor o base. La base permanece en contacto con el piso y el ágil se balancea en el aire. La base puede moverse entre una variedad de posiciones, incluyendo tumbarse en el suelo, agacharse, ponerse de pie y arrodillarse. El ágil puede estar equilibrado en los pies, las manos, los hombros, las rodillas, los muslos, la espalda o combinaciones de estos, en una variedad de posiciones y orientaciones que incluyen horizontal, vertical o incluso al revés. Es habitual que el ágil sea más ligero y la base más pesada y fuerte, aunque esto no es un requisito para la ejecución de la disciplina, ya que se pueden aprovechar de igual forma los pesos iguales de los compañeros o incluso un desequilibrio de los pesos en la otra dirección.